# Scopula prataria
Scopula prataria là một loài bướm đêm trong họ Geometridae.